# 川越市立牛子小学校
川越市立牛子小学校（かわごえしりつ うしこしょうがっこう）は、埼玉県川越市牛子にある公立小学校。

## 校歌
作詞：高木紅陽、作曲：山本芳樹である。

## 沿革
特に注記のないもの以外は牛子小学校公式サイトの記述による。

### 1970年代
- 1977年4月 - 川越市立南古谷小学校より独立し、開校
- 1977年4月 - 開校記念日を10月11日と制定
- 1977年10月 - 鳥小屋寄贈を受ける
- 1978年1月 - 校旗寄贈、PTA初代会長　貫井豊司
- 1978年2月 - 校歌制定
- 1978年3月 - 擁壁工事北側完成、シュート板寄贈を受ける
- 1979年3月 - 校歌碑寄贈を受ける
- 1979年4月 - 川越市教育委員会委嘱研究　学校同和教育「ひとりひとりを大切にする同和教育の実践」
- 1979年6月 - 管理棟落成（特別教室10　室内運動場　管理室）
- 1979年8月 - 国旗・校旗掲揚塔寄贈を受ける
- 1979年9月 - 校舎落成、校歌制定祝賀

### 1980年代
- 1980年3月 - 屋外便所設置
- 1981年2月 - 通用門、橋竣工
- 1981年3月 - 18教室分備付けスクリーン設置、小鳥小屋1基設置
- 1982年3月 - 校地東側擁壁工事竣工
- 1982年3月 - 新校舎（管理棟）北側通路及び東通用門周辺舗装並びに排水工事
- 1983年3月 - 校地西側拡張（551平方メートル）正門・門扉・擁壁・築山・投球板工事竣工
- 1984年4月 - 川越市教育委員会委嘱研究　生徒指導「一人ひとりを生かす生徒指導」
- 1985年1月 - 校庭整地及び吸い込み井戸設置（荒川右岸治水対策の一環）
- 1985年11月 - 焼窯庫設置
- 1986年11月 - 玄関新設工事、放送設備改修工事竣工
- 1986年12月 - 開校10周年記念祝賀
- 1987年5月 - 川越市教育委員会委嘱研究　同和教育「思いやりの心と人権尊重の考え方や生活態度を育てる」
- 1987年8月 - 保健室に空調設備設置
- 1987年9月 - 給食受入口にシャッター取付け
- 1988年3月 - ジャングルジム一基寄贈を受ける
- 1988年6月 - 自転車置場設置
- 1989年7月 - 旧体育小屋撤去　花壇設置、校舎外壁塗装（除管理棟）
- 1989年10月 - 体育小屋新設　防球ネット新設
- 1989年10月 - 第1回国際交流会、図書室用図書の寄贈を受ける
- 1989年12月 - 玄関用（100号）校長室用絵画の寄贈を受ける

### 1990年代
- 1992年3月 - 学校の木（かし）、かいずかいぶき（20本）」植樹校舎外壁画完成、小鳥小屋新設　ごみ庫新設
- 1992年4月 - 川越市教育委員会委嘱研究　生活科研究主題「子どもの意欲的な活動をめざした生活指導法の研究」
- 1992年10月 - 玄関前通路舗装工事
- 1992年11月 - うさぎ遊び場新設
- 1992年11月 - 埼玉県小学校家庭科教育研究会地区指定　授業発表会
- 1993年5月 - 管理棟南側通学路舗装
- 1993年10月 - 川越市教育委員会委嘱研究　生活科研究主題「子どもの意欲的な活動をめざした生活指導法の研究
- 1994年5月 - 川越市教育委員会委嘱研究　国際理解教育（国語）
- 1996年11月 - 川越市教育委員会委嘱研究　国際理解教育（国語）「国際社会に生きる心豊かな児童の育成」
- 1997年11月 - 開校20周年記念式典・祝賀会
- 1998年7月 - 職員室他、空調設備設置
- 1998年12月 - 体育館屋根塗装工事
- 1999年1月 - うさぎ小屋改修
- 1999年4月 - 川越市教育委員会委嘱研究「同和教育推進事業の研究」
- 1999年8月 - 降水被害により避難所開設

校地内児童通路舗装工事・転落防止柵設置工事

### 2000年代
- 2000年8月 - 降水被害により避難所開設
- 2000年10月 - プールサイド改修
- 2001年4月 - 川越市教育委員会委嘱研究　総合的な学習の時間「自ら取り組み、できる喜びを味わい、自信の持てる子の育成」（平成12年度、平成13年度）
- 2001年2月 - コンピュータ室　インターネット及び空調設備設置
- 2002年10月 - 総合的な学習の時間研究発表
- 2003年10月 - コンピュータ室の整備（LANおよび床の張替）
- 2003年10月 - 太陽光発電設置
- 2004年11月 - 学校図書館図書データベース化
- 2005年1月 - 埼玉県学校歯科保健コンクール入選
- 2009年 - 保健室の窓ガラスが割られる事件が起きた[要出典]

### 2010年代
- 2010年7月 -　耐震工事の関係で、夏休みのプールが中止の代わりに、図書室が開放された[要出典]

## 所在地
- 〒350-0017　埼玉県川越市大字牛子418

## 通学区域
通学区域は川越市WEBサイトより。特に注記のないものは全域。
- 牛子
- 木野目（南古谷小学校の通学区域を除く全域）
- 南田島
- 泉町
- 藤木町

## アクセス
- 東武東上本線新河岸駅より徒歩15分

## 主な進学先
- 川越市立南古谷中学校
- 川越市立砂中学校